# Synoicum lacazei
Synoicum lacazei är en sjöpungsart som först beskrevs av Pérès 1957.  Synoicum lacazei ingår i släktet Synoicum och familjen klumpsjöpungar. Inga underarter finns listade i Catalogue of Life.